# Nederlands kampioenschap zaalhandbal mannen
Het Nederlands kampioenschap zaalhandbal wordt ook wel de HandbalNL League genoemd. In deze competitie spelen de beste Nederlandse ploegen die uitkomen in de BENE-League.

## Geschiedenis
In 1954 begon het NHV met een Nederlands kampioenschap dit werd in een toernooi vorm. Het toernooi werd op een neutraal terrein gespeeld deze werd onder meer in Amsterdam, Den Haag en Rotterdam gehouden. Aan het NK mochten zes teams meedoen. Nederland telde in de beginjaren vijf districten. Daaruit werden kampioenen uitgenodigd om deel te nemen aan het NK. Elk jaar werd een district gekozen die twee team naar het NK mocht sturen. 
Halverwege Jaren 60 werd gekozen voor een competitievorm als (eind)strijd voor het landskampioenschap eerst onder de naam "Hoofdklasse" en in 1977 onder de naam van de "Eredivisie". van 1977 tot 1990 werd de nummer 1 van de reguliere competitie werd landskampioen. Na 1990 werden de nacompetitie ingevoerd. De plaatsing voor de nacompetitie voor de kampioenspoule of degradatiepoule werd bepaald door de klassering in de reguliere competitie. De beste twee van de nacompetitie in de kampioenspoule plaatsen zich voor de Best of Three/Five-serie. In de Best of werden in drie of vijf wedstrijden bepaald wie kampioen wordt van Nederland. 
In 2014 is de Benelux Liga, een toernooi tussen teams uit Nederland, België en Luxemburg stopgezet omdat de Luxemburgse bond niet meer wilde meedoen aan de competitie. Hierdoor is en BENE-League ontstaan. In de eerste twee seizoenen speelde de beste vier teams uit Nederland in de BENE-League, later de beste zes. Met uitzondering in 2020 toen Nederland maar vijf teams stuurde. Door de komt van de BENE-League speelde de deelnemende team van de BENE-League automatisch in de kampioenspoule met aanvulling van de hoogst geklasseerde teams uit de eredivisie. In 2020 werd de HandbalNL League opgericht een competitie net als de kampioenspoule maar alleen voor teams die vanaf het begin van het seizoen in de BENE-League uitkomen. 

## Europese startbewijzen
De startbewijzen worden via een rangschikking verdeeld die door de EHF wordt gepubliceerd. Nederlandse teams kunnen zich inschrijven voor een Europese competitie. De landskampioen mag zich inschrijven voor de  EHF European League (1 startbewijs) en de overige teams kunnen zich plaatsen voor de EHF European Cup (3 startbewijzen).
Teams die een Europees startbewijs hebben zijn niet verplicht om deel te nemen aan een Europees toernooi.
Ontwikkeling EHF-rangschikking
| Seizoen | 05/06 | 06/07 | 07/08 | 08/09 | 09/10 | 10/11 | 11/12 | 12/13 | 13/14 | 14/15 | 15/16 | 16/17 | 17/18 | 18/19 | 19/20 | 20/21 | 21/22 |
| Rang    | 25    | 29    | 32    | 37    | 35    | 36    | 30    | 31    | 26    | 26    | 26    | 32    | 23    | 18    | 20    | 26    | 29    |

Bron: Europese Handbalfederatie, cms.eurohandball.com. 

## Teams 2024/25
| Ploeg         | Plaats         | Gemeente       | Provincie     | Hal           |
| ------------- | -------------- | -------------- | ------------- | ------------- |
| Aalsmeer      | Aalsmeer       | Aalsmeer       | Noord-Holland | De Bloemhof   |
| Bevo HC       | Panningen      | Peel en Maas   | Limburg       | De Heuf       |
| Houten        | Houten         | Houten         | Utrecht       | The Dome      |
| Hurry-Up      | Zwartemeer     | Emmen          | Drenthe       | De Eendracht  |
| Limburg Lions | Sittard-Geleen | Sittard-Geleen | Limburg       | Stadssporthal |
| Volendam      | Volendam       | Edam-Volendam  | Noord-Holland | Opperdam      |

## Landskampioenen
| 1954/00 | Aalsmeer        | 1963/64 | Operatie '55 | 1973/74 | Sittardia          | 1983/84 | Vlug en Lenig      | 1993/94 | Sittardia     |
| 1955    | PSV             | 1964/65 | Operatie '55 | 1974/75 | Sittardia          | 1984/85 | Aalsmeer           | 1994/95 | Aalsmeer      |
| 1956    | Olympia Hengelo | 1965/66 | Sittardia    | 1975/76 | Sittardia          | 1985/86 | Vlug en Lenig      | 1995/96 | E&O           |
| 1957    | Olympia Hengelo | 1966/67 | ESCA         | 1976/77 | Sittardia          | 1986/87 | Sittardia          | 1996/97 | Sittardia     |
| 1958    | Olympia Hengelo | 1967/68 | Sittardia    | 1977/78 | Hermes             | 1987/88 | Blauw-Wit Neerbeek | 1997/98 | E&O           |
| 1959    | Aalsmeer        | 1968/69 | Sittardia    | 1978/79 | Sittardia          | 1988/89 | E&O                | 1998/99 | Sittardia     |
| 1960/00 | Niloc           | 1969/70 | Sittardia    | 1979/80 | Blauw-Wit Neerbeek | 1989/90 | Sittardia          | 1999/00 | Aalsmeer      |
| 1961/00 | Niloc           | 1970/71 | Sittardia    | 1980/81 | Blauw-Wit Neerbeek | 1990/91 | E&O                | 2000/01 | Aalsmeer      |
| 1962/00 | Operatie '55    | 1971/72 | Sittardia    | 1981/82 | Vlug en Lenig      | 1991/92 | E&O                | 2001/02 | Vlug en Lenig |
| 1962/63 | Operatie '55    | 1972/73 | Sittardia    | 1982/83 | Vlug en Lenig      | 1992/93 | Sittardia          | 2002/03 | Aalsmeer      |

| 2003/04 | Aalsmeer        | 2013/14 | Bevo HC         | 2023/24 | Aalsmeer |
| 2004/05 | Volendam        | 2014/15 | Limburg Lions   | 2024/25 | Aalsmeer |
| 2005/06 | Volendam        | 2015/16 | Limburg Lions   |         |          |
| 2006/07 | Volendam        | 2016/17 | Limburg Lions   |         |          |
| 2007/08 | Hellas Den Haag | 2017/18 | Aalsmeer000000- |         |          |
| 2008/09 | Aalsmeer        | 2018/19 | Aalsmeer        |         |          |
| 2009/10 | Volendam        | 2019/20 | Geen kampioen   |         |          |
| 2010/11 | Volendam        | 2020/21 | Aalsmeer        |         |          |
| 2011/12 | Volendam        | 2021/22 | Aalsmeer        |         |          |
| 2012/13 | Volendam        | 2022/23 | Limburg Lions   |         |          |

## Statistieken

### Titels per club
| Aantal titels | Club               | Jaren |
| ------------- | ------------------ | --- |
| 18            | Sittardia          | 1965/66, 1967/68, 1968/69, 1969/70, 1970/71, 1971/72, 1972/73, 1973/74, 1974/75, 1975/76, 1978/79, 1986/87, 1992/93, 1993/94, 1996/97, 1998/99 |
| 15            | Aalsmeer           | 1954/00, 1959/00, 1984/85, 1994/95, 1999/00, 2000/01, 2002/03, 2003/04, 2008/09, 2017/18, 2018/19, 2020/21, 2021/22, 2023/24, 2024/25          |
| 7             | Volendam           | 2004/05, 2005/06, 2006/07, 2009/10, 2010/11, 2011/12, 2012/13                                                                                  |
| 5             | E&O                | 1988/89, 1990/91, 1991/92, 1995/96, 1997/98 |
| 5             | Vlug en Lenig      | 1981/82, 1982/83, 1983/84, 1985/86, 2001/02 |
| 4             | Limburg Lions      | 2014/15, 2015/16, 2016/17, 2022/23 |
| 4             | Operatie '55       | 1962/00, 1962/63, 1963/64, 1964/65 |
| 3             | Blauw-Wit Neerbeek | 1979/80, 1980/81, 1987/88 |
| 3             | Olympia Hengelo    | 1956/00, 1957/00, 1958 |
| 2             | Niloc              | 1960/00, 1961 |
| 1             | Bevo HC            | 2013/14 |
| 1             | Hellas Den Haag    | 2007/08 |
| 1             | Hermes             | 1977/78 |
| 1             | ESCA               | 1966/67 |
| 1             | PSV                | 1955 |

### Titels per provincie
| Aantal titels | Provincie     | Clubs                                                                | Jaren |
| ------------- | ------------- | -------------------------------------------------------------------- | --- |
| 31            | Limburg       | Bevo HC, Blauw-Wit Neerbeek, Limburg Lions, Sittardia, Vlug en Lenig | 1965/66, 1967/68, 1968/69, 1969/70, 1970/71, 1971/72, 1972/73, 1973/74, 1974/75, 1975/76, 1978/79, 1979/80, 1980/81, 1981/82, 1982/83, 1983/84, 1985/86, 1986/87, 1987/88, 1992/93, 1993/94, 1996/97, 1998/99, 2001/02, 2013/14, 2014/15, 2015/16, 2016/17, 2022/23 |
| 24            | Noord-Holland | Aalsmeer, Niloc, Volendam                                            | 1954, 1959, 1960, 1961, 1984/85, 1994/95, 1999/00, 2000/01, 2002/03, 2003/04, 2004/05, 2005/06, 2006/07, 2008/09, 2009/10, 2010/11, 2011/12, 2012/13, 2017/18, 2018/19, 2020/21, 2021/22, 2023/24, 2024/25                                                          |
| 6             | Zuid-Holland  | Hellas Den Haag, Hermes, Operatie '55                                | 1962, 1962/63, 1963/64, 1964/65, 1977/78, 2007/08 |
| 5             | Drenthe       | E&O                                                                  | 1988/89, 1990/91, 1991/92, 1995/96, 1997/98 |
| 3             | Overijssel    | Olympia Hengelo                                                      | 1956, 1957, 1958 |
| 1             | Gelderland    | ESCA                                                                 | 1966/67 |
| 1             | Noord-Brabant | PSV                                                                  | 1955 |

### Aantal seizoenen
Vetgedrukt de clubs die in 2023/24 in de Eredivisie spelen, schuingedrukt de clubs die in 2023/24 in de BENE-League spelen. Teams die zijn ontstaan uit een fusie zijn samengesteld in deze lijst. Het uitgangspunt is dat de licentie van het team bij de opvolger moet zijn meegenomen.
| Club               | Ook bekend als                                       | /62 | Periode                                                                                                |
| ------------------ | ---------------------------------------------------- | --- | --- |
| Limburg Lions      | TopTeam/Sittardia, Sittardia                         | 62  | 1962 - ....                                                                                            |
| Aalsmeer           |                                                      | 52  | 1962 - 1965, 1966 - 1968, 1970 - 1973, 1980 - 1981, 1982 - ....                                        |
| E&O                |                                                      | 49  | 1962 - 1963, 1974 - 1978, 1979 - 1981, 1982 - ....                                                     |
| Vlug en Lenig      | Limburg Lions 2, Limburg Wild Dogs, TalentenTeam/V&L | 49  | 1967 - 1976, 1978 - 2009, 2013 - 2022                                                                  |
| DFS Arnhem         | DFS-UDI 1896, DFS-Huissen, EAS, Swift Arnhem, AHF    | 42  | 1963 - 1964, 1969 - 1975, 1976 - 1980, 1984 - 1990, 1992 - 2000, 2007 - 2008, 2010 - ....              |
| BFC                | Blauw-Wit, Caesar                                    | 38  | 1977 - 2008, 2017 - ....                                                                               |
| Tachos             |                                                      | 34  | 1986 - 2009, 2013 - ....                                                                               |
| Hellas Den Haag    |                                                      | 34  | 1962 - 1964, 1983 - 1993, 1994 - 1995, 1997 - 1998, 2000 - 2001, 2002 - 2010, 2011 - 2012, 2014 - .... |
| Quintus            |                                                      | 33  | 1964 - 1965, 1966 - 1967, 1978 - 1984, 1999 - ....                                                     |
| WHC-Hercules       | Hercules Den Haag, Hermes                            | 29  | 1974 - 1994, 2012 - 2013, 2014 - 2017, 2019 - ....                                                     |
| Bevo HC            |                                                      | 29  | 1989 - 1990, 1991 - 1992, 1995 - 1996, 1998 - ....                                                     |
| Volendam           |                                                      | 26  | 1997 - 1999, 2000 - ....                                                                               |
| ESCA               |                                                      | 22  | 1962 - 1972, 1973 - 1977, 1989 - 1997                                                                  |
| AHC '31            |                                                      | 18  | 1964 - 1980, 1981 - 1982, 1985 - 1986                                                                  |
| Olympia Hengelo    |                                                      | 17  | 1962 - 1975, 1991 - 1994, 1998 - 1999                                                                  |
| Hurry-Up           |                                                      | 15  | 2006 - 2007, 2010 - ....                                                                               |
| De Gazellen        |                                                      | 14  | 1976 - 1983, 1984 - 1986, 1991 - 1995, 2001 - 2002                                                     |
| Meteoor            | Stratum-Meteoor                                      | 12  | 1962 - 1966, 1968 - 1969, 1972 - 1977, 1983 - 1984                                                     |
| Feyenoord          | HARO                                                 | 11  | 2008 - 2013, 2016 - 2018, 2020 - ....                                                                  |
| Swift Roermond     |                                                      | 11  | 1975 - 1979, 1980 - 1987                                                                               |
| Houten             |                                                      | 10  | 2014 - ....                                                                                            |
| HandbaL Venlo      | HandbaL Venlo-Swift 2000, Loreal                     | 9   | 1985 - 1988, 2009 - 2011, 2015 - 2019                                                                  |
| Attila             |                                                      | 9   | 1971 - 1974, 1979 - 1983, 1984 - 1985, 1987 - 1988                                                     |
| Niloc              |                                                      | 9   | 1962 - 1971, 1973 - 1974                                                                               |
| PSV                |                                                      | 9   | 1973 - 1979, 1981 - 1982, 2022 -                                                                       |
| Aalsmeer 2         |                                                      | 8   | 2016 - ....                                                                                            |
| Operatie '55       |                                                      | 8   | 1962 - 1970                                                                                            |
| Hercules Hengelo   |                                                      | 7   | 1977 - 1978, 1984 - 1985, 1986 - 1987, 1988 - 1991                                                     |
| Bevo HC 2          |                                                      | 7   | 2016 - 2019, 2020 - ....                                                                               |
| Volendam 2         |                                                      | 6   | 2018 - ....                                                                                            |
| Dynamico           | Olympia '89/DOS '80                                  | 5   | 2019 - ....                                                                                            |
| Havas              |                                                      | 4   | 2019 - 2023                                                                                            |
| Aristos Amsterdam  |                                                      | 4   | 2014 - 2015, 2016 - 2019                                                                               |
| Nieuwegein         |                                                      | 4   | 2005 - 2009                                                                                            |
| Kolping            | AHC Kolping                                          | 4   | 1995 - 1996, 2002 - 2005                                                                               |
| UDSV               |                                                      | 4   | 1988 - 1989, 1996 - 1997, 2004 - 2006                                                                  |
| EHC                |                                                      | 3   | 2021 - ....                                                                                            |
| Olympia Groningen  |                                                      | 3   | 1962 - 1965                                                                                            |
| EMM                |                                                      | 3   | 1962 - 1965                                                                                            |
| Vrone/Berdos       |                                                      | 2   | 2022 - ....                                                                                            |
| GHV                |                                                      | 2   | 2020 - 2022                                                                                            |
| Jahn II            |                                                      | 2   | 1987 - 1989                                                                                            |
| OSC                |                                                      | 2   | 1990 - 1992                                                                                            |
| Dynamo             |                                                      | 2   | 1963 - 1965                                                                                            |
| Watersley R+D Team |                                                      | 1   | 2023 - ....                                                                                            |
| Quintus 2          |                                                      | 1   | 2018 - 2019                                                                                            |
| Animo              |                                                      | 1   | 2002 - 2003                                                                                            |
| White Demons       |                                                      | 1   | 2003 - 2004                                                                                            |
| DES '72            |                                                      | 1   | 2001 - 2002                                                                                            |
| Apollo '70         |                                                      | 1   | 1999 - 2000                                                                                            |
| Delta Sport        |                                                      | 1   | 1992 - 1993                                                                                            |
| Tongelre           |                                                      | 1   | 1990 - 1991                                                                                            |
| Enschede           |                                                      | 1   | 1975 - 1976                                                                                            |
| Hellas Groningen   |                                                      | 1   | 1962 - 1963                                                                                            |

(Bijgewerkt t/m 2023-2024)